# First Steps (Filmpreis)

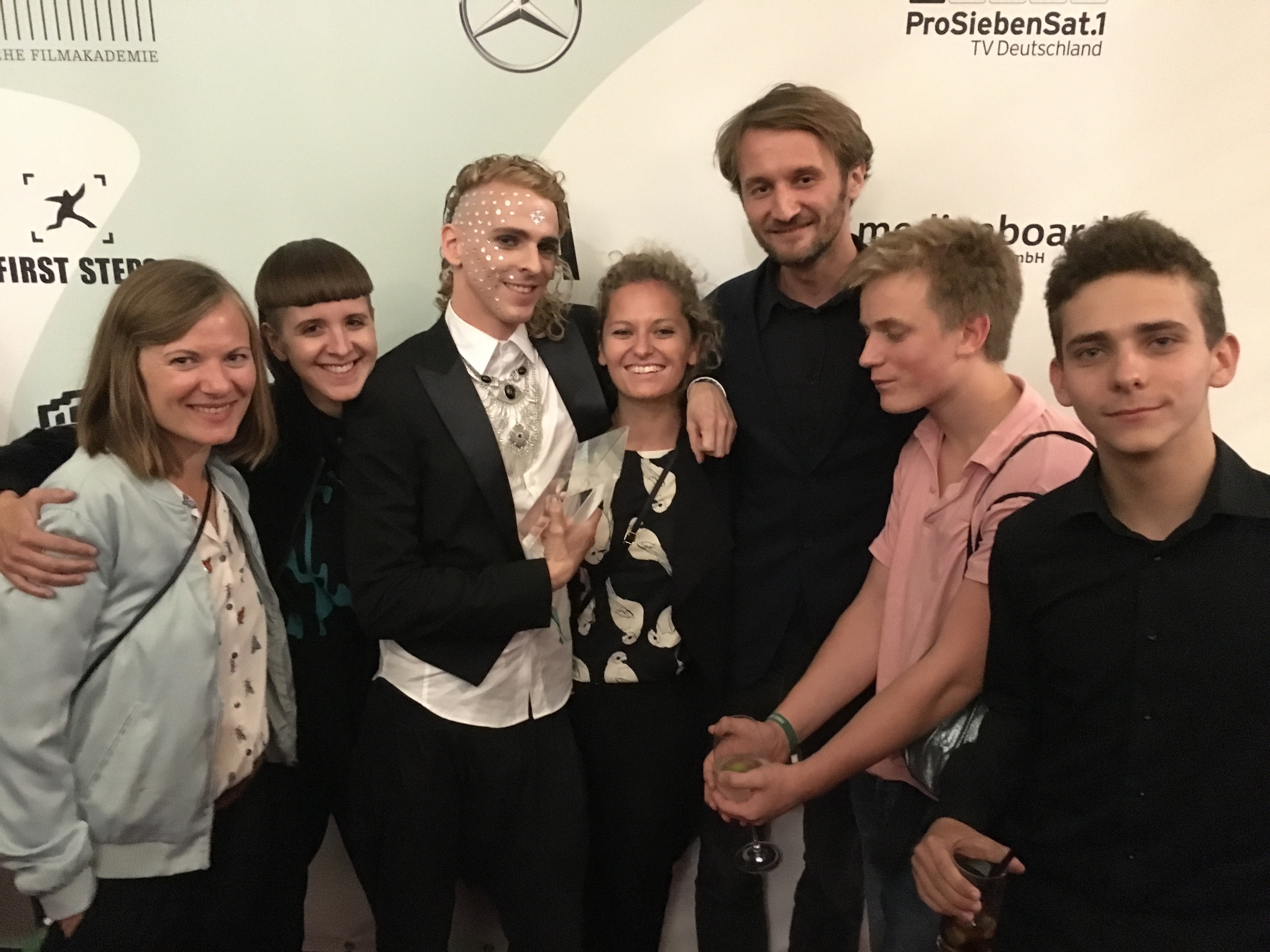
Teilnehmer der Verleihung des First Steps Awards 2016

First Steps – Der deutsche Nachwuchspreis (Eigenschreibweise: FIRST STEPS) ist ein seit 2000 jährlich stattfindender Wettbewerb für Abschlussfilme von Studenten deutschsprachiger Filmhochschulen, bei dem die First Steps Awards verliehen werden. Der Preis wurde 1999 als private Initiative der Filmwirtschaft von den Produzenten Bernd Eichinger und Nico Hofmann ins Leben gerufen.
Er wird veranstaltet von der Deutschen Filmakademie in Partnerschaft mit ARRI, Mercedes-Benz, ProSiebenSat.1 TV Deutschland, UFA und Warner Bros.

## Vergabe
In mittlerweile neun Kategorien werden die mit insgesamt 112.000 Euro dotierten First Steps Awards an Spiel-, Dokumentar- und Werbefilme vergeben, außerdem ein undotierter Ehrenpreis. Es werden alle Genres, Formate und Längen zur Bewertung angenommen. In jeder Kategorie werden vorab bis zu fünf Filme nominiert.
- Abendfüllender Spielfilm: 20.000 Euro
- Mittellanger Spielfilm: 12.000 Euro
- Kurz- und Animationsfilm: 10.000 Euro
- Dokumentarfilm: 15.000 Euro
- Werbefilm: 5.000 Euro
- NO FEAR Award: 7.000 Euro
- Michael-Ballhaus-Preis: 7.000 Euro
- FIRST STEPS Drehbuchpreis: 7.000 Euro
- Götz-George-Nachwuchspreis: 9.000 Euro

## Preisträger (Auswahl)
Vier unabhängige und jährlich neu zusammengesetzte Jurys entscheiden über die Nominierungen und die Vergabe der Preise in den verschiedenen Sparten.
2024
- Short Steps Award: Shadab Shayegan für Pear Garden[2]
- Kurzfilm: Aulona Selmani für And the Wind Weeps
- Dokumentarfilm: Peyman Ghalambor für The Girls Who Ride Dragons
- Michael-Ballhaus-Preis: Lisa Jilg für Vena
- Drehbuch: Samuel Gheist für Bite Back
- No Fear Award: Jonatan Geller-Hartung für Hausnummer Null
- Big Audience Award: Jannis Alexander Kiefer für Another German Tank Story
- Abendfüllender Spielfilm: Chiara Fleischhacker für Vena
- Götz-George-Nachwuchspreis: Julia Windischbauer für Sonnenplätze
- Mittellanger Spielfilm: Thomas Marciano für Echo

2023
- Short Steps Award: Regisseur Michael Dämmig für den Animationsfilm Bloom[3]
- Kurzfilm: Regisseur Moritz Adlon für Der Rückweg
- Dokumentarfilm: Regisseur Dieu Hao Do für Hao Are You
- Michael-Ballhaus-Preis: Caroline Spreitzenbart für Kamera in Life is not a competition, but I'm winning
- Drehbuch: Mathis van den Berg für Die Schlachten der Madame Kaulla
- No Fear Award: Produzentin Clara Gerst für Sprich mit mir
- Big Audience Award: Regisseurin Merle Grimme für Clashing Differences
- Abendfüllender Spielfilm: Regisseur Hannes Hirsch für Drifter
- Götz-George-Nachwuchspreis: Schauspielerin Bayan Layla für Elaha
- Mittellanger Spielfilm: Regisseur Paul Ertl für Der Riss

2022
- Kurz- und Animationsfilm: Das andere Ende der Straße, Regie: Kálmán Nagy, Filmakademie Wien[4]
- Mittellanger Spielfilm: 5pm Seaside, Regie: Valentin Stejskal, Freie Einreichung
- Abendfüllender Spielfilm: The Ordinaries, Regie: Sophie Linnenbaum, Filmuniversität Babelsberg Konrad Wolf
- Dokumentarfilm: Kash Kash – Without Feathers We Can't Live, Regie: Lea Najjar, Filmakademie Baden-Württemberg
- Drehbuchpreis: Pipi Fröstl, Drehbuch (W)hole, Filmakademie Wien
- NO FEAR Award (Produktionspreis): Mariam Shatberashvili Was sehen wir, wenn wir zum Himmel schauen?, Deutsche Film- und Fernsehakademie Berlin
- Götz-George Nachwuchspreis: Nancy Mensah-Offei in Machines Of Living Grace, Hochschule für Fernsehen und Film München
- Werbefilm: Made For Hoomans, Regie: Marleen Valien, Filmakademie Baden-Württemberg
- Michael-Ballhaus-Preis: Pasindu Goldmann für The Kids Turned Out Fine, IFS Internationale Filmschule Köln

2021
- Kurz- und Animationsfilm: Dear To Me, Regie: Monica Vanesa Tedja, Filmuniversität Babelsberg Konrad Wolf[5]
- Mittellanger Spielfilm: Neverinland, Regie: Fatih Gürsoy, Freie Einreichung
- Abendfüllender Spielfilm: Schattenstunde, Regie: Benjamin Martins, Freie Einreichung
- Dokumentarfilm: Mein Vietnam, Regie: Hien Mai und Tim Ellrich, Filmakademie Baden-Württemberg
- Drehbuchpreis: Dario Haramustek, Drehbuch Pattern Of Life, IFS Internationale Filmschule Köln
- NO FEAR Award (Produktionspreis): Sara Fazilat Nico, Regie: Eline Gehring, Deutsche Film- und Fernsehakademie Berlin
- Götz-George Nachwuchspreis: Barbara Colceriu in Liebe, Pflicht & Hoffnung, Filmuniversität Babelsberg Konrad Wolf
- Werbefilm: Forbidden Colors, Regie: Jakob Harms, Freie Einreichung
- Michael-Ballhaus-Preis: Hannah Platzer für Postkids, Kunsthochschule für Medien Köln

2020
- Kurz- und Animationsfilm: Interstate 8, Regie: Anne Thieme, Filmuniversität Babelsberg Konrad Wolf[6]
- Mittellanger Spielfilm: Lychen 92, Regie: Constanze Klaue, Kunsthochschule für Medien Köln
- Abendfüllender Spielfilm: The Trouble with Being Born, Regie: Sandra Wollner, Filmakademie Baden-Württemberg Ludwigsburg
- Dokumentarfilm: Neverland, Regie: Erald Dika, ZeLIG-Schule für Dokumentarfilm, Fernsehen und Neue Medien Bozen
- Drehbuchpreis: Driton Sadiku, Drehbuch Drakulla – Albaniens Dracula, Filmakademie Baden-Württemberg Ludwigsburg
- NO FEAR Award: Pia To Trading Happiness / Trao Đổi Hạnh Phúc, Filmuniversität Babelsberg Konrad Wolf
- Götz-George Nachwuchspreis: Steven Sowah in Dreck, Filmuniversität Babelsberg Konrad Wolf
- Werbefilm: A fished up life, Regie: Hanna Seidel, Filmakademie Baden-Württemberg Ludwigsburg
- Michael-Ballhaus-Preis: Philip Henze für Tala’vision, Filmakademie Baden-Württemberg Ludwigsburg
- Publikumspreis: Lotte Ruf für Haus Kummerveldt, Fachhochschule Dortmund

2019
- Kurz- und Animationsfilm: Hörst du, Mutter? Regie: Tuna Kaptan, Hochschule für Fernsehen und Film München[7]
- Mittellanger Spielfilm: Ab morgen werde ich …, Regie: Ivan Marković, Universität der Künste Berlin
- Abendfüllender Spielfilm: Futur Drei, Regie: Faraz Shariat, Freie Einreichung
- Dokumentarfilm: Out of Place, Regie: Friederike Güssefeld, Hochschule für Fernsehen und Film München
- Werbefilm: Would You Listen?, Regie: Veronika Hafner, Hochschule für Fernsehen und Film München
- NO FEAR Award: Romana Janik, Produktion 1986, Deutsche Film- und Fernsehakademie Berlin
- Michael-Ballhaus-Preis: Sabine Panossian, Kamera Off Season, Filmuniversität Babelsberg KONRAD WOLF
- Drehbuchpreis: Jacob Hauptmann, Drehbuch Zeit der Monster, Deutsche Film- und Fernsehakademie Berlin
- Götz-George-Nachwuchspreis: Schauspielensemble Banafshe Hourmazdi, Eidin Jalali, Benjamin Radjaipour in Futur Drei, Regie: Faraz Shariat, Freie Einreichung
- Ehrenpreis: Andrea Hohnen

2018
- Kurz- und Animationsfilm: In der Zwischenzeit / Meanwhile, Regie: Mate Ugrin, Hochschule für Bildende Künste Hamburg[8]
- Mittellanger Spielfilm: Am Himmel, Regie: Magdalena Chmielewska, Filmakademie Wien
- Abendfüllender Spielfilm: Hagazussa, Regie: Lukas Feigelfeld, Deutsche Film- und Fernsehakademie Berlin
- Dokumentarfilm: Tackling Life Regie: Johannes List, Hochschule für Fernsehen und Film München
- Werbefilm: myBorder’s joyFence, Regie: Michael Kranz, Hochschule für Fernsehen und Film München
- NO FEAR Award: früher oder später, Produktion: Marius Ehlayil, Hochschule für Fernsehen und Film München
- Michael-Ballhaus-Preis: Hagazussa, Kamera: Mariel Baqueiro, Deutsche Film- und Fernsehakademie Berlin
- Drehbuchpreis: Der Storch ist tot, Drehbuch: Janett Lederer, Filmakademie Baden-Württemberg
- Götz-George-Nachwuchspreis: Zejhun Demirov in Oray, Kunsthochschule für Medien Köln
- Ehrenpreis: Dieter Kosslick

2017
- Abendfüllender Spielfilm: Die beste aller Welten (Regie: Adrian Goiginger)
- Mittellanger Spielfilm: Final Stage (Regie: Nicolaas Schmidt)
- Kurz- und Animationsfilm: Watu Wote (Regie: Katja Benrath)
- Drehbuchpreis: Terra Murata (Drehbuch: Daphne Ferraro)
- Götz-George-Nachwuchspreis: Jonas Dassler in LOMO – The Language of Many Others
- NO FEAR Award für NachwuchsproduzentInnen: Watu Wote (Produktion: Tobias Rosen)
- Dokumentarfilm: Ohne diese Welt (Regie: Nora Fingscheidt)
- Werbefilme: ABC of Death (Regie: Dorian Lebherz, Daniel Titz)
- Michael-Ballhaus-Preis für KameraabsolventInnen: LOMO - The Language of Many Others (Kamera: Michał Grabowski)
- Ehrenpreis 2017: Nina Haun, Casterin

2016
- Abendfüllender Spielfilm: Haus ohne Dach (Regie: Soleen Yusef)
- Mittellanger Spielfilm: Henry (Regie: Philipp Fussenegger)
- Kurz- und Animationsfilm: Millimeterle (Regie: Pascal Reinmann)
- No Fear Award für Nachwuchsproduzenten: Fado (Produktion: Tara Biere)
- Dokumentarfilm: Raving Iran (Regie: Susanne Regina Meures)
- Werbefilm: Moonjourney (Regie: Chiara Grabmayr)
- Michael-Ballhaus-Preis für Kameraabsolventen: Valentina (Kamera: Luise Schröder)
- Ehrenpreis: One Fine Day Films (Sarika Hemi Lakhani, Marie Steinmann-Tykwer, Tom Tykwer)

2015
- Abendfüllender Spielfilm: Ma Folie (Regie: Andrina Mračnikar, Filmakademie Wien)
- Mittellanger Spielfilm bis 60 Minuten: Alles wird gut (Regie: Patrick Vollrath, Filmakademie Wien)
- Kurz- und Animationsfilm bis 25 Minuten: Sadakat (Regie: Ilker Çatak, Hamburg Media School)
- No Fear Award für Produktionsabsolventen: The Long Distance (Produktion: Simon Riedl, Filmakademie Baden-Württemberg)
- Dokumentarfilm: Hinter dem Schneesturm (Regie: Levin Peter, Filmakademie Baden-Württemberg)
- Werbefilm: Walk With Me (Regie: Ju Lee, Hochschule für Fernsehen und Film München)
- Michael-Ballhaus-Preis für Kameraabsolventen: After Spring Comes Fall (Kamera: Johannes Waltermann, Filmuniversität Babelsberg Konrad Wolf)
- Ehrenpreis: Knut Elstermann

2014
- Abendfüllender Spielfilm: Los Ángeles (Regie: Damian John Harper, Hochschule für Fernsehen und Film München)
- Spielfilm bis 60 Minuten: Musik (Regie: Stefan Bohun, Filmakademie Wien)
- Kurz- und Animationsfilm bis ca. 25 Minuten: Bär (Regie: Pascal Flörks, Filmakademie Baden-Württemberg)
- No Fear Award für Produktionsabsolventen: Backpack (Produktion: Sebastian Cordes, Filmakademie Baden-Württemberg)
- Dokumentarfilm: Die Menschenliebe (Regie: Maximilian Haslberger, Filmakademie Baden-Württemberg)
- Werbefilm: Save Your Skin (LUX) (Regie: Andreas Bruns, Filmakademie Baden-Württemberg)
- Michael-Ballhaus-Preis für Kameraabsolventen: Porn Punk Poetry (Kamera: Julia Hönemann, Filmakademie Baden-Württemberg)[9]
- Ehrenpreis: Heinz Badewitz

2013
- Abendfüllender Spielfilm: Lamento (Regie: Jöns Jönsson, Hochschule für Film und Fernsehen Konrad Wolf, Babelsberg)
- Spielfilm bis 60 Minuten: Sunny (Regie: Barbara Ott, Filmakademie Baden-Württemberg)
- Kurz- und Animationsfilm: Parvaneh (Regie: Talkhon Hamzavi, Zürcher Hochschule der Künste)
- No Fear Award: Zwei Mütter (Produktion: Cosima Maria Degler, Filmakademie Baden-Württemberg)
- Dokumentarfilm: Neuland (Regie: Anna Thommen, Kamera: Gabriela Betschart, Zürcher Hochschule der Künste)
- Werbefilm: MCP (Regie: Tobias Haase, Filmakademie Baden-Württemberg)
- Ehrenpreis: Rosa von Praunheim

2012
- Abendfüllender Spielfilm: Staub auf unseren Herzen (Regie: Hanna Doose)
- Spielfilm bis 60 Minuten: Ausreichend (Regie: Isabel Prahl)
- Kurz- und Animationsfilm bis 25 Minuten: Kellerkind (Regie: Julia Ocker)
- No Fear Award: Wir sind wieder wer! (Produktion: Steffen Hofbauer)
- Dokumentarfilm: Reality 2.0 (Regie: Victor Orozco Ramirez)
- Werbefilm: Sky Nordpol (Regie: Stephan Strubel)
- Ehrenpreis: Die Redaktion Das kleine Fernsehspiel

2011
- Abendfüllender Spielfilm: Kriegerin (Regie: David Wnendt)
- Spielfilm bis 60 Minuten: Papa (Regie: Umut Dağ)
- Dokumentarfilme: Die Frau des Fotografen (Regie: Karsten Krause und Philip Widman) und The Other Chelsea – Eine Geschichte aus Donezk (Regie: Jakob Preuss)
- Kurz- und Animationsfilm bis 25 Minuten: Dígame (Regie: Josephine Frydetzki)
- Werbefilm: Wir beklauen dich doch auch nicht, oder? (Regie: Judith Schöll)
- Ehrenpreis: Gerd Ruge

2010
- Abendfüllender Spielfilm: Bis aufs Blut – Brüder auf Bewährung (Regie: Oliver Kienle)
- Spielfilm bis 60 Minuten: Philipp (Regie: Fabian Möhrke)
- Dokumentarfilm: Ein Sommer voller Türen (Regie: Stefan Ludwig)
- Kurz- und Animationsfilm bis 25 Minuten: A Lost and Found Box of Human Sensation (Regie: Martin Wallner, Stefan Leuchtenberg)
- Werbefilm: Roscosmos Edition I-III (Regie: Florian Friedrich Dünzen)
- Sonderpreis Kamera: Shahada (Kamera: Yoshi Heimrath)
- Ehrenpreis: Helene Schwarz

2009
- Abendfüllender Spielfilm: Schwerkraft (Regie: Maximilian Erlenwein)
- Spielfilm bis 60 Minuten: WAGs (Regie: Joachim Dollhopf und Evi Goldbrunner)
- Dokumentarfilm: Die Maßnahme (Regie: Maik Bialk)
- Kurz- und Animationsfilm bis 25 Minuten: Am anderen Ende (Regie: Philipp Döring)
- Werbefilm: Celebrate Sensuality (Regie: Hanna Maria Heidrich und Alex Eslam)
- Sonderpreis: Katharina Kress (Drehbuchautorin von Am anderen Ende)
- Ehrenpreis: Susan Schulte

2008
- Abendfüllender Spielfilm: Nacht vor Augen (Regie: Brigitte Maria Bertele)
- Spielfilm bis 60 Minuten: Mit sechzehn bin ich weg (Regie: Mark Monheim)
- Kurz- und Animationsfilm bis 25 Minuten: Robin (Regie: Hanno Olderdissen)
- Dokumentarfilm: Sonbol – Rallye durch den Gottesstaat (Regie: Niko Apel)
- Commercial Award (Werbefilme): Busballett (Regie: Christian Mielmann) und Filmemachen: Fakir / Stunt (Regie: Hanno Olderdissen, Markus Sehr)
- Ehrenpreis: Stefan Aust

2007
- Abendfüllender Spielfilm: Der blinde Fleck (Regie: Tom Zenker) und Hotel Very Welcome (Regie: Sonja Heiss)
- Kurz- und Animationsfilm bis 25 Minuten: Die unsichtbare Hand (Regie: Dirk Lütter)
- Dokumentarfilm: Wege Gottes (Regie: Eva Neymann)
- Werbefilm: Schumanns Flucht (Regie: Tim Günther)
- Sonderpreis Schauspiel: Luise Berndt, Jagdhunde (Regie: Ann-Kristin Reyels, HFF Babelsberg) und Mehdi Nebbou, Teresas Zimmer (Regie: Constanze Knoche, HFF Babelsberg)
- Ehrenpreis: Klaus Wowereit

2006
- Abendfüllender Spielfilm: Prinzessin (Regie: Birgit Grosskopf)
- Spielfilm bis 60 Minuten: Ende einer Strecke (Regie: Bastian Günther)
- Kurz- und Animationsfilm bis 25 Minuten: Fair Trade (Regie: Michael Dreher)
- Dokumentarfilm: The End of the Neubacher Project (Regie: Marcus J. Carney)
- Werbefilm: Kiosk I+II (Regie: Philip Haucke, Jens Junker)

2005
- Abendfüllender Spielfilm: Schläfer (Regie: Benjamin Heisenberg)
- Spielfilm bis 60 Minuten: Tage aus Nacht (Regie: Jasmin L. Hermann)
- Kurz- und Animationsfilm bis 25 Minuten: Floh! (Regie: Christine Wiederkehr)
- Dokumentarfilm: Zur falschen Zeit am falschen Ort (Regie: Tamara Milosevic)
- Werbefilm: Racing Beats (Regie: Steffen Hacker, Alexander Kiesl)

2004
- Abendfüllender Spielfilm: Katze im Sack (Regie: Florian Schwarz)
- Spielfilm bis 60 Minuten: Allerseelen (Regie: Markus Mörth)
- Kurz- und Animationsfilm bis 25 Minuten: Wackelkontakt (Regie: Ralph Etter)
- Dokumentarfilm: Janine F. (Regie: Teresa Renn)
- Werbefilm: Keine Gegenfrage 1–4 (Regie: Frieder Wittich)

2003
- Abendfüllender Spielfilm: Fremder Freund (Regie: Elmar Fischer)
- Spielfilm bis 60 Minuten: Der Typ (Regie: Patrick Tauss)
- Kurz- und Animationsfilm bis 25 Minuten: Tube Swapper (Regie: Meike Walcha)
- Dokumentarfilm: intimitaeten (Regie: Lukas Schmid)
- Werbefilm: Heiser 1-3 (Regie: Ulrike von Ribbeck, Birgit Möller)

2002
- Abendfüllender Spielfilm: Erste Ehe (Regie: Isabelle Stever)
- Spielfilm bis 60 Minuten: Richtung Zukunft durch die Nacht (Regie: Jörg Kalt)
- Kurz- und Animationsfilm bis 25 Minuten: Alles anders (Regie: Ina Weisse)
- Dokumentarfilm: Die Perle in der Kacke (Regie: Dirk Böll)
- Werbefilm: First Love (Regie: Marc Lutz)

2001
- Abendfüllender Spielfilm: Das weiße Rauschen (Regie: Hans Weingartner)
- Spielfilm bis 60 Minuten: Mein Stern (Regie: Valeska Grisebach) und Über Wasser (Regie: Kirsten Peters)
- Kurz- und Animationsfilm bis 25 Minuten: Letzte Hilfe (Regie: Gabriela D`Hondt)
- Dokumentarfilm: Groundspeed (Regie: Luzia Schmid)

2000
- Abendfüllender Spielfilm: Vergiss Amerika (Regie: Vanessa Jopp)
- Spielfilm bis 60 Minuten: Quiero Ser (Regie: Florian Gallenberger)
- Kurz- und Animationsfilm bis 25 Minuten: Hartes Brot (Regie: Nathalie Percillier)
- Dokumentarfilm: Dreckfresser (Regie: Branwen Okpako) und Nachttanke (Regie: Samir Nasr)

## Second Steps
Seit 2013 bietet die Deutsche Filmakademie den Preisträgern der Kategorien „Abendfüllender Spielfilm“, „Spielfilm bis 60 Minuten“, „Dokumentarfilm“, „NO FEAR Award“ und „Michael-Ballhaus-Preis“ eine dreijährige kostenfreie Junior-Mitgliedschaft an. Zudem hat sie das Projekt MENTORSCHAFT ins Leben gerufen. Seit August 2004 stehen Mitglieder der Akademie den jährlichen Gewinnern des Nachwuchspreises FIRST STEPS als Pate zur Seite. Bei ihrer nächsten Filmproduktion werden die Preisträger von einem Mitglied aus einer Sektion ihrer Wahl professionell begleitet, in Sachfragen beraten und künstlerisch intensiv betreut.